# دهستان قره‌طغان
قره‌طغان، دهستانی است از توابع بخش مرکزی شهرستان نکا در استان مازندران ایران.
این بخش شامل روستاهای زیر است: نودهک، چمان، دوقانلو، اسماعیل آقامحله، نیم چاه، حاجی محله، سیاوش کلا، آلوکنده، گیل آباد، تازه آباد بستان خیل، ولاشد، ولاشد پایین، طوسکلا، امامیه، شهاب الدین، بهزادکلا، اطرب، بایع کلا، خورشید، تازه آباد کلا، دنگ سرک، نوذرآباد

## جمعیت
براساس سرشماری سال ۱۳۸۵جمعیت آن ۲۱۷۴۷ نفر (۵۶۶۷ خانوار) بوده‌است.